# Síndrome alcohòlica fetal
La síndrome alcohòlica fetal és un trastorn permanent provocat per l'exposició de l'embrió i del fetus a l'alcohol ingerit per la mare durant el període de gestació o durant la lactància. És la forma més severa dels trastorns de l'espectre alcohòlic fetal.

## Nom de la síndrome
La síndrome alcohòlica fetal va ser anomenada el 1973 per dos especialistes en malformacions, Kenneth Lyons Jones i David W. Smith, de l'Escola Mèdica de la Universitat de Washington, a Seattle. Aquests metges van identificar un patró de defectes craniofacials, en les extremitats i cardiovasculars, associats amb deficiències en el creixement prenatal i retard en el desenvolupament. El patró de malformacions indicava que el dany era prenatal. La notícia d'aquest descobriment va ser impactant, i al principi es va trobar amb rebutjos i actituds escèptiques.
El Dr. Paul Lemoine de Nantes, França, ja havia publicat un estudi en una publicació francesa el 1968 sobre nois amb característiques distintives les mares dels quals eren alcohòliques. Els descobriments de Nantes i Washington van ser després confirmats per un grup de recerca de Gothenburg, Suècia, el 1979.
Investigadors a França, Suècia i Estats Units estaven sorpresos per com eren de semblants aquests nois, encara que no estaven relacionats (familiarment), i per com eren de semblants els seus comportaments, sempre sense focus (desconcentrats) i hiperactius.
En els primers quatre anys des del descobriment a Washington, es van fer estudis en animals (fins i tot en primats) al Centre de Primats de la Universitat de Washington, a càrrec del Dr. Sterling Clarren. Aquests estudis van confirmar que l'alcohol era un generador de malformacions. El 1978, 245 casos d'aquesta síndrome havien estat informats per investigadors mèdics, i la síndrome va començar a ser descrita com el més freqüent.

## Criteri de diagnòstic
Encara que els especialistes estan d'acord en la definició de la síndrome, no hi ha acord en el criteri clínic ni en el nom per a les formes lleus. Això ha portat a confusions per a metges i pacients. Les següents definicions són usades en la clínica del Dr. Sterling Clarren:

### SAF amb una història confirmada d'exposició fetal a l'alcohol
La definició del FAS és molt similar a l'elaborada quan la síndrome fou anomenada per primera vegada. El criteri de diagnòstic inclou deficiència en el creixement, les característiques anomalies facials ja descrites, l'evidència de dany cerebral orgànic, incloent-hi estigmes estructurals, neurològics o funcionals.

### SAF sense una història confirmada d'exposició fetal a l'alcohol
El Dr. Clarren escriu que ell mai ha vist un pacient amb les mateixes característiques descrites a l'apartat anterior, de qui s'havia confirmat que no hi havia estat exposat a l'alcohol durant l'embaràs. De totes maneres, aquest tipus de pacients, que els correspon el diagnòstic, però dels qui no es té una història prèvia, es veu en la clínica. Per tant, l'exposició prenatal no es pren com a part del diagnòstic, però si es troba, tendeix a confirmar-ho.

### SAF atípic, o possible SAF (PSAF)
Aquests pacients tenen gairebé tots els símptomes, i una història confirmada d'exposició a l'alcohol, però poden no tenir deficiències de creixement o l'estigma facial complet.

### Efecte alcohòlic fetal (EAF), possibles efecte alcohòlic fetal, PEAF
Aquest terme fou emprat en estudis de recerca per descriure persones i animals en els quals els efectes teratogènics es van veure després de confirmar l'exposició fetal a l'alcohol, però sense anomalies físiques visibles (Clarren i Smith, 1978). Com que l'alcohol no pot ser vist amb certesa com l'única causa dels efectes, es va proposar l'ús d'aquest terme. En la clínica no va tenir una bona recepció perquè el públic ho prenia més com un diagnòstic definitiu, més que com una possibilitat, i perquè semblava sobredimensionar la relació entre la possible causa i l'efecte percebut.

### Defectes de naixement relacionats amb l'alcohol
Aquest terme fou proposat com una alternativa a EAF i PEAF, però caigué en desús, d'acord amb Clarren.

### Trastorn del neurodesenvolupament relacionat amb l'alcohol
Aquest terme fou suggerit per Statton, Howe i Battaglia en 1996 per a reemplaçar EAF i PEAF, però Clarren considera que el seu ús incita necessàriament a la pregunta sobre fins a quin punt l'alcohol va tenir un rol en aquest trastorn, quan el dany en alguns pacients és mínim i difícil d'avaluar-ne a la causa.

## Prevenció
L'alcohol és un generador de malformacions, i l'única manera precisa de prevenir el SAF és evitar el consum d'alcohol durant l'embaràs. Encara que alguns estudis van mostrar que petites quantitats d'alcohol (típicament, una mesura per dia) durant l'embaràs pot no ser arriscat per al fetus (per ex., Abel, 1996; Day, 1992; du Florey et al., 1992; Forrest i du Florey, 1991; Goodlett i Peterson, 1995; Polygenis et al., 1998[14 mesures per setmana]; Streissguth et al., 1994; Wilkie, 1997 [8,5 mesures per setmana]), a les dones embarassades usualment se'ls recomana l'abstinència total, atès que cada fetus és diferent i pot haver-hi efectes no visibles, però igualment nocius, que aquests estudis no hagin percebut. Una quantitat nul·la d'alcohol, durant qualsevol trimestre, és absolutament segur. Als Estats Units, el 1981 es recomanava que no prenguessin alcohol les dones embarassades o les que planejaven un embaràs, això últim per evitar danys en les primeres etapes de l'embaràs, mentre la dona encara no sàpiga que està transitant un embaràs. El Congrés dels EUA aprovà una legislació el 1989 que exigeix una etiqueta d'avís en tots els envasos de begudes alcohòliques.